# Phyllanthus scopulorum
Phyllanthus scopulorum är en emblikaväxtart som först beskrevs av Nathaniel Lord Britton, och fick sitt nu gällande namn av Ignatz Urban. Phyllanthus scopulorum ingår i släktet Phyllanthus och familjen emblikaväxter. Inga underarter finns listade i Catalogue of Life.